# كارلوس رينالدي
كارلوس رينالدي (بالإسبانية: Carlos Rinaldi)‏ هو مونتير وكاتب سيناريو ومخرج أرجنتيني، ولد في 5 فبراير 1915 في بوينس آيرس في الأرجنتين، وتوفي بنفس المكان في 10 مايو 1995.

## وصلات خارجية
- كارلوس رينالدي على موقع IMDb (الإنجليزية)
- كارلوس رينالدي على موقع قاعدة بيانات الفيلم (الإنجليزية)
- كارلوس رينالدي على موقع كينوبويسك (الروسية)